# Schweizer Fussballnationalmannschaft/Weltmeisterschaften
Der Artikel enthält eine ausführliche Darstellung der Schweizer Fussballnationalmannschaft bei Fussball-Weltmeisterschaften. Die Schweiz nahm 2022 zum 12. Mal an einer Weltmeisterschaft teil. In der ewigen Rangliste belegt die Schweiz Platz 17.

## Übersicht
| Jahr | Gastgeberland  | Teilnahme bis …    | Letzte(r) Gegner                  | Ergebnis | Trainer           | Bemerkungen und Besonderheiten |
| ---- | -------------- | ------------------ | --------------------------------- | -------- | ----------------- | --- |
| 1930 | Uruguay        | nicht teilgenommen |                                   |          |                   | |
| 1934 | Italien        | Viertelfinal       | Tschechoslowakei                  | 7.       | Heinrich Müller   | Aus gegen den späteren Vizeweltmeister. |
| 1938 | Frankreich     | Viertelfinal       | Ungarn                            | 7.       | Karl Rappan       | Erneut am späteren Vizeweltmeister gescheitert. |
| 1950 | Brasilien      | Vorrunde           | Jugoslawien, Brasilien, Mexiko    | 6.       | Franco Andreoli   | |
| 1954 | Schweiz        | Viertelfinal       | Österreich                        | 8.       | Karl Rappan       | Hitzeschlacht von Lausanne |
| 1958 | Schweden       | nicht qualifiziert |                                   |          |                   | In der Qualifikation an Schottland gescheitert. |
| 1962 | Chile          | Vorrunde           | Deutschland, Italien, Chile       | 16.      | Karl Rappan       | |
| 1966 | England        | Vorrunde           | Deutschland, Spanien, Argentinien | 16.      | Alfredo Foni      | |
| 1970 | Mexiko         | nicht qualifiziert |                                   |          |                   | In der Qualifikation an Rumänien gescheitert. |
| 1974 | Deutschland    | nicht qualifiziert |                                   |          |                   | In der Qualifikation an Italien gescheitert. |
| 1978 | Argentinien    | nicht qualifiziert |                                   |          |                   | In der Qualifikation an Schweden gescheitert. |
| 1982 | Spanien        | nicht qualifiziert |                                   |          |                   | In der Qualifikation an Ungarn und England gescheitert. |
| 1986 | Mexiko         | nicht qualifiziert |                                   |          |                   | In der Qualifikation an Dänemark und der UdSSR gescheitert. |
| 1990 | Italien        | nicht qualifiziert |                                   |          |                   | In der Qualifikation an den punkt- und tordifferenzgleichen Belgiern und Tschechoslowaken gescheitert. |
| 1994 | USA            | Achtelfinal        | Spanien                           | 15.      | Roy Hodgson       | |
| 1998 | Frankreich     | nicht qualifiziert |                                   |          |                   | In der Qualifikation an Norwegen und Ungarn gescheitert, das in den Playoffs scheiterte. |
| 2002 | Südkorea/Japan | nicht qualifiziert |                                   |          |                   | In der Qualifikation an Russland und Slowenien gescheitert. |
| 2006 | Deutschland    | Achtelfinal        | Ukraine                           | 10.      | Jakob Kuhn        | 0:3-Niederlage im Penaltyschiessen |
| 2010 | Südafrika      | Vorrunde           | Spanien, Chile, Honduras          | 19.      | Ottmar Hitzfeld   | Einzige Mannschaft, die gegen den späteren Weltmeister gewinnen konnte. |
| 2014 | Brasilien      | Achtelfinal        | Argentinien                       | 11.      | Ottmar Hitzfeld   | Niederlage in der Verlängerung. |
| 2018 | Russland       | Achtelfinal        | Schweden                          | 14.      | Vladimir Petković | In der Qualifikation belegte die Schweiz in einer Gruppe mit Portugal, Ungarn, den Färöern, Lettland und Andorra den zweiten Platz und setzte sich in den Playoffspielen der Gruppenzweiten gegen Nordirland durch.   |
| 2022 | Katar          | Achtelfinal        | Portugal                          | 12.      | Murat Yakin       | In der Qualifikation traf die Schweiz auf Italien, Nordirland, Bulgarien und Litauen. Bei der Endrunde waren Brasilien, Serbien und Kamerun die Vorrundengegner. Im Achtelfinal mit 1:6 gegen Portugal ausgeschieden. |

Statistik (Angaben inkl. 2022: 22 Weltmeisterschaften; Prozentangaben sind gerundet)

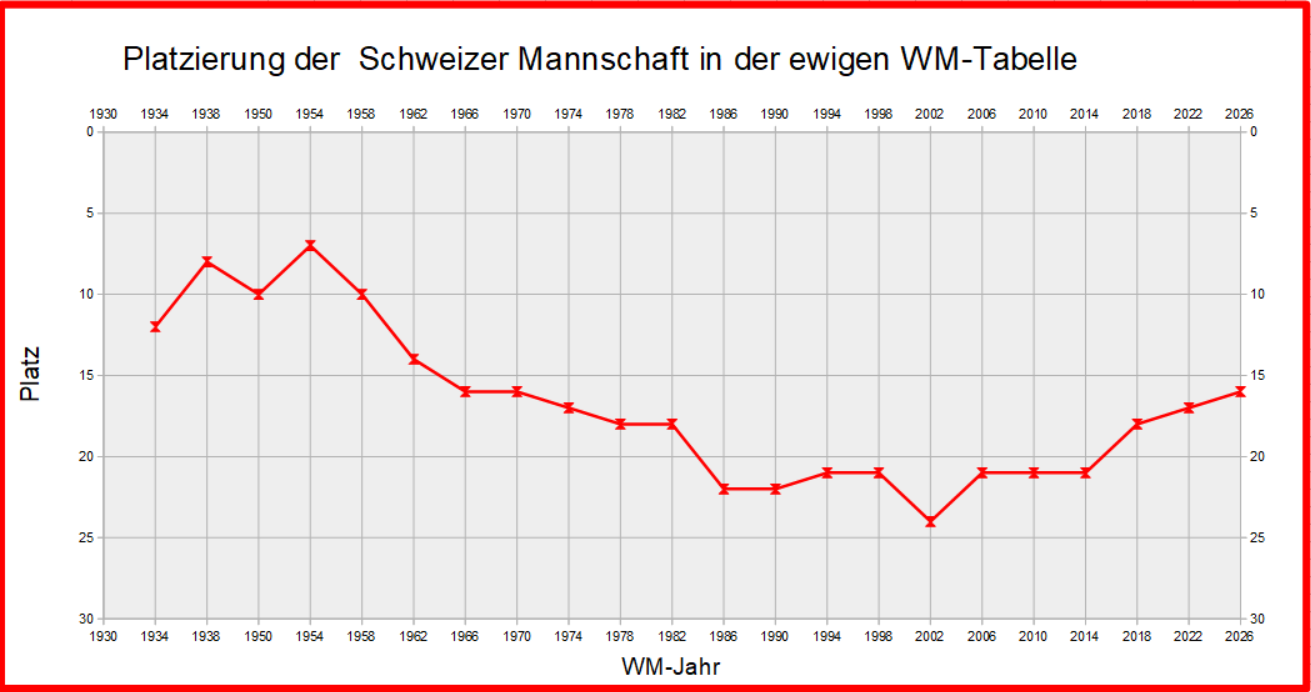
Platzierung der Schweizer Mannschaft in der ewigen WM-Tabelle

- Teilnahmeverzicht: 1× (5 %; 1930)
- Nicht qualifiziert: 9× (41 %; 1958, 1970, 1974, 1978, 1982, 1986, 1990, 1998 und 2002)
- Sportliche Qualifikation: 10× (45 % bzw. bei 53 % der Versuche)
- Ohne Qualifikation teilgenommen (durch automatische Qualifikation als Gastgeber oder weil der Gegner verzichtete): 2× (9 %; 1950 und 1954)
  - Vorrunde: 4× (18 %; 1950, 1962, 1966 und 2010)
  - Achtelfinal: 5× (23 %; 1994, 2006, 2014, 2018 und 2022)
  - Viertelfinal: 3× (14 %; 1934, 1938 und 1954)

Häufigster letzter Gegner: Argentinien (2×)

## WM-Turniere

### 1930 in Uruguay
An der ersten WM nahm die Schweiz nicht teil.

### 1934 in Italien

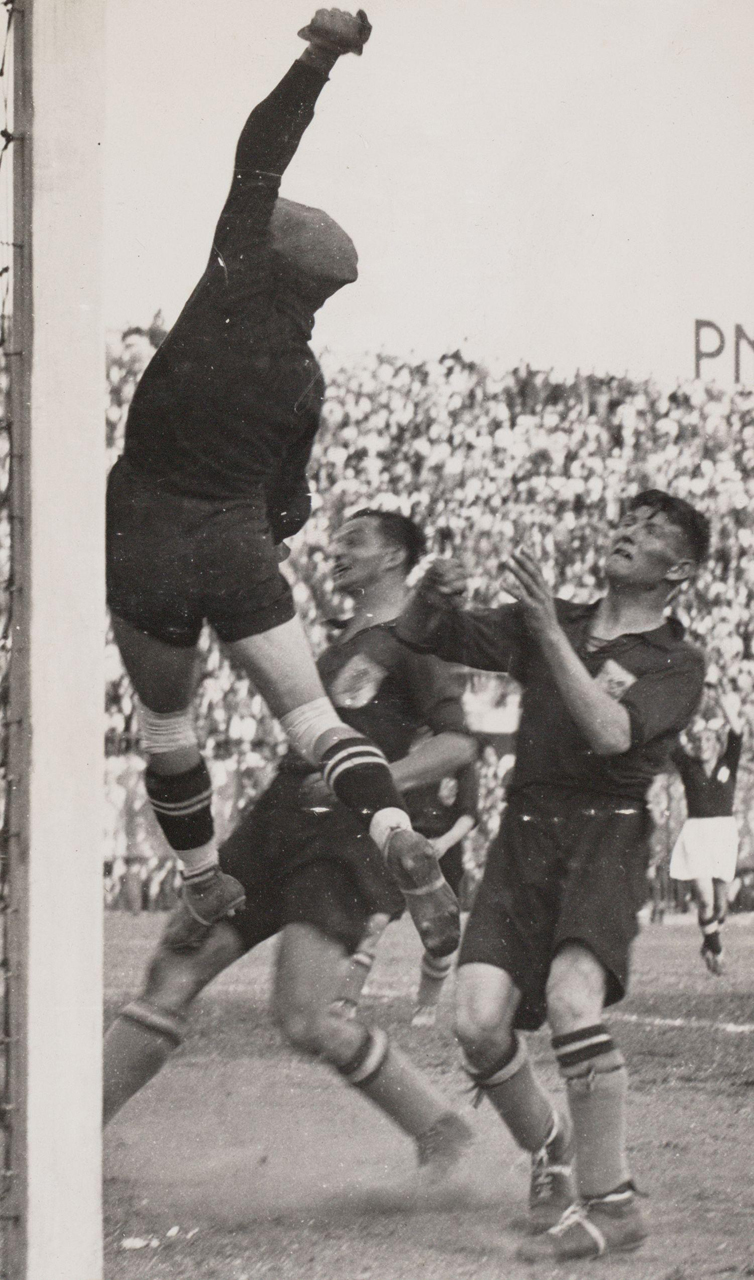
Szene aus dem ersten WM-Spiel gegen die Niederländer

Während für 1930 noch keine Qualifikationsspiele notwendig waren und die FIFA überhaupt froh war, dass sich 13 Teilnehmer fanden, mussten sich vier Jahre später alle teilnehmenden Mannschaften qualifizieren, da sich allein aus Europa mehr Mannschaften angemeldet hatten, als Startplätze vorhanden waren. Die Schweiz musste gegen die beiden WM-Teilnehmer von 1930 Rumänien und Jugoslawien antreten, wobei jede Mannschaft ein Heim- und ein Auswärtsspiel hatte und die beiden besten Mannschaften zur WM fahren durften. In ihrem ersten WM-Qualifikationsspiel am 24. September 1933 erreichten die Schweizer in Belgrad ein 2:2 gegen Jugoslawien nach 0:2-Rückstand. Dabei erzielte Alessandro Frigerio das erste WM-Qualifikationstor für die Schweiz. Auch das Heimspiel gegen Rumänien endete 2:2. Da die Rumänen aber einen nicht spielberechtigten Akteur eingesetzt hatten, wurde das Ergebnis nachträglich am Grünen Tisch mit 2:0 Toren und 2:0 Punkten für die Eidgenossen gewertet. Damit wurden die Schweizer Gruppensieger vor Rumänien, das gegen Jugoslawien gewann. Beide fuhren damit zur WM.
In Italien trafen die Schweizer in ihrem ersten WM-Spiel auf die Niederlande und gewannen mit 3:2. Dabei erzielte Leopold Kielholz mit dem 1:0 das erste WM-Tor für die Schweiz und auch das zwischenzeitliche 2:1. Im Viertelfinal trafen sie dann auf die Tschechoslowakei. Wieder erzielte Kielholz das 1:0, aber am Ende hatten diesmal die Tschechoslowaken mit 3:2 die Nase vorn. Sie erreichten dann auch den Final, in dem sie dem Gastgeber Italien unterlagen und Vizeweltmeister wurden.

### 1938 in Frankreich
Für die erste WM im Nachbarland Frankreich musste sich die Schweiz gegen Portugal qualifizieren. Beide einigten sich auf ein Spiel auf neutralem Platz, das die Schweiz in Mailand mit 2:1 gewann.
In Frankreich trafen die Schweizer auf Deutschland, das nach dem Anschluss Österreichs mit einer Mannschaft antrat, in der fünf Wiener Spieler mitspielten und die nicht harmonierte. Zwar ging die deutsche Mannschaft nach 29 Minuten mit 1:0 in Führung, aber in der 43. Minute konnte die Schweiz ausgleichen. Dabei blieb es auch bis zur 120. Spielminute, obwohl die Schweizer die letzten 24 Minuten in Überzahl spielten, nachdem Johann Pesser aufgrund eines Revanchefouls vom Platz gestellt worden war. Da es noch kein Penaltyschiessen gab, fand fünf Tage später ein Wiederholungsspiel statt. Zwar gerieten die Schweizer bereits nach 22 Minuten mit 0:2 in Rückstand, aber noch vor der Pause gelang der Anschlusstreffer. In der zweiten Halbzeit konnten sie das Spiel drehen und mit 4:2 gewinnen. Drei Tage später trafen sie im Viertelfinal auf die Ungarn, die nach einem leichten Sieg gegen Niederländisch-Indien eine Woche Pause gehabt hatten. Mit 0:2 wurde dann dieses Spiel verloren, womit die Schweiz zum zweiten Mal gegen den späteren Vizeweltmeister ausschied.

### 1950 in Brasilien
Für die erste WM nach dem Zweiten Weltkrieg hatte sich 1946 auch die Schweiz beworben. Da die Kleinheit des Landes und die Stadien mit geringer Zuschauerkapazität bei den meisten FIFA-Mitgliedern Skepsis hervorriefen, wurde ein Kompromiss ausgehandelt. Brasilien erhielt die WM für 1949, die Schweiz sollte 1951 eine Zwischen-WM ausrichten und danach mit dem Austragungsland Schweden wieder zum vierjährigen Turnus zurückgekehrt werden. Aufgrund von Organisationsproblemen wurde dann die WM von 1949 nach 1950 verschoben und die Zwischen-WM 1951 gestrichen, dafür sollte die Schweiz die WM 1954 ausrichten. Die Schweiz musste sich also für die WM 1950 qualifizieren, da aber Belgien, gegen das die Schweizer spielen sollten, nicht antrat, war die Schweiz ohne Qualifikationsspiel für die WM qualifiziert.
Um die Kosten für die Stadienneubauten in Brasilien zu refinanzieren, was damals nur über Eintrittsgelder möglich war, wurde wie 1930 wieder zuerst eine Gruppenphase durchgeführt. Zudem gab es Zweier-, Dreier- und Vierergruppen, da einige Mannschaften abgesagt hatten. Die Schweiz wurde in eine Vierergruppe «gelost». In dieser traf sie auf Jugoslawien, Gastgeber Brasilien und Mexiko. Im ersten Spiel gegen Jugoslawien hielten die Schweizer eine Stunde lang das 0:0, mussten dann aber noch drei Gegentore hinnehmen. Gegen den Gastgeber erkämpften sie dann ein achtbares 2:2, und gegen Mexiko gelang ein 2:1-Sieg. Damit belegte die Schweiz Platz 3 und schied aus.

### 1954 in der Schweiz
Für die Heim-WM mussten sich die Schweizer dann nicht qualifizieren. Anders als bei den folgenden Weltmeisterschaften wurden je Gruppe zwei Mannschaften gesetzt, die nicht gegeneinander spielen mussten, sondern nur gegen die beiden ungesetzten Mannschaften, die ihrerseits nicht gegeneinander spielen mussten. Der Schweizer Gruppe wurden als gesetzte Mannschaft England und der Nachbar Italien zugelost sowie als ungesetzte Mannschaft Belgien, gegen das die ebenfalls ungesetzten Schweizer somit nicht spielen mussten. Im ersten Spiel gegen Ex-Weltmeister Italien gewannen die Schweizer überraschend mit 2:1. Gegen England wurde dann mit 0:2 verloren. Da die Italiener gegen Belgien gewonnen hatten, waren Schweizer und Italiener punktgleich und weil weder die von den Italienern mehr erzielten Tore noch der von den Schweizern gewonnene direkte Vergleich zählte, gab es ein Entscheidungsspiel um Platz 2. Dieses gewannen die Schweizer mit 4:1 und waren damit für den Viertelfinal qualifiziert. In diesem trafen sie auf den Nachbarn Österreich. Das als Hitzeschlacht von Lausanne in die Geschichte eingegangene Spiel (es fand bei 40° im Schatten statt) wurde mit 5:7 verloren. Dabei führten die Schweizer bereits nach 19 Minuten mit 3:0, mussten dann aber fünf Gegentore hinnehmen, ehe ihnen der 4:5-Anschlusstreffer gelang. Die weiteren Tore fielen dann abwechselnd. Es ist bis heute das WM-Spiel mit den meisten Toren. Einige Spieler, wie der österreichische Goalie Kurt Schmied und der Schweizer Roger Bocquet, überstanden das Spiel nicht unbeschadet. Schmied erlitt bereits in der ersten Halbzeit einen Sonnenstich und wurde vom Masseur seiner Mannschaft dirigiert, der hinter dem Tor stand, und Bocquet brach in der Schlussphase aufgrund eines Hirntumors zusammen. Die entkräftete österreichische Mannschaft ging dann im Halbfinal mit 1:6 gegen den späteren Weltmeister Deutschland unter, und die Schweiz verabschiedete sich für acht Jahre von der WM-Bühne.

### 1958 in Schweden
Da die WM 1954 in der Schweiz ausgetragen worden war, ging die WM vier Jahre später nach Schweden. In der Qualifikation traf die Schweiz auf Spanien und Schottland. Die Schweizer konnten lediglich im ersten Spiel in Spanien mit dem 2:2 einen Punkt gewinnen, verloren dann aber alle Spiele und wurden nur Gruppenletzter. Da Spanien und Schottland ihre Heimspiele gegeneinander gewannen, war dieses Remis aber letztlich für die misslungene Qualifikation der Spanier verantwortlich.

### 1962 in Chile
Zur Qualifikation für die dritte WM in Südamerika wurde die Schweiz in eine Gruppe mit Vizeweltmeister Schweden und Belgien gelost. Schweden und die Schweiz gewannen beide Spiele gegen Belgien und die Heimspiele gegeneinander, so dass beide am Ende 6:2 Punkte hatten. Da das bessere Torverhältnis der Schweden nicht berücksichtigt wurde, gab es ein Entscheidungsspiel in West-Berlin, das die Schweiz mit 2:1 gewann.
In Chile traf die Schweiz im ersten Gruppenspiel auf den Gastgeber Chile und ging bereits in der siebten Minute mit 1:0 in Führung. Kurz vor der Pause musste aber der Ausgleich hingenommen werden, und in der zweiten Halbzeit erzielten die Chilenen noch zwei Tore. Das zweite Gruppenspiel wurde dann gegen Ex-Weltmeister Deutschland mit 1:2 verloren, und auch das letzte Gruppenspiel gegen den anderen Ex-Weltmeister Italien wurde mit 0:3 verloren. Damit schied die Schweiz als einzige Mannschaft ohne Punktgewinn aus.

### 1966 in England
Vier Jahre später gelang dann nochmals die Qualifikation. Diesmal waren die Niederländer, Nordiren und Albaner die Gruppengegner. Die Schweizer gewannen ihre Heimspiele sowie in Albanien, verloren nur in Nordirland und profitierten dann vom einzigen Punktgewinn der Albaner, die gegen Nordirland im heimischen Tirana ein 1:1 erreichten.
In England trafen sie im ersten Gruppenspiel auf Deutschland und verloren mit 0:5. Im zweiten Spiel gegen Spanien konnten die Schweizer zwar mit 1:0 in Führung gehen und diese auch in die Halbzeitpause retten, in der zweiten Halbzeit konnten die Spanier aber das Spiel drehen und mit 2:1 gewinnen. Im letzten Spiel gegen Argentinien wurde dann ebenfalls verloren (0:2). Damit schied die Schweiz wieder ohne Punktgewinn aus und verabschiedete sich für 28 Jahre von der WM-Bühne. Den deutschen Fussballfans blieb insbesondere der Schweizer Schiedsrichter Gottfried Dienst in Erinnerung, der den Final mit dem Wembley-Tor leitete.

### 1970 in Mexiko
Für die erste WM in Mittelamerika konnte sich die Schweiz dann wieder nicht qualifizieren. Zwar startete die Schweiz mit einem Sieg gegen Griechenland, verlor dann aber gegen Rumänien. Danach folgte noch ein Sieg beim WM-Dritten Portugal, aber die folgenden Heimspiele und das Spiel in Griechenland wurden nicht gewonnen: 0:1 gegen Rumänien, 1:4 in Griechenland und 1:1 in Portugal. Damit wurde nur der dritte Platz belegt, und Rumänien konnte sich erstmals nach dem Zweiten Weltkrieg für die Endrunde qualifizieren.

### 1974 in der Bundesrepublik Deutschland
Auch die erste WM im Nachbarland fand ohne die Schweiz statt. In der Qualifikation wurde punktgleich mit der Türkei hinter Italien vor Luxemburg nur der dritte Platz belegt. Siege gelangen dabei nur gegen die Luxemburger, die anderen beiden Heimspiele endeten torlos, und in Italien und der Türkei wurden die beiden letzten Spiele mit 0:2 verloren.

### 1978 in Argentinien
Für die vierte WM in Südamerika musste sich die Schweiz in einer Gruppe mit Norwegen und Schweden auseinandersetzen. Nachdem die ersten drei Spiele verloren wurden, war die Qualifikation schon vor dem abschliessenden Spiel gegen Norwegen nicht mehr möglich. Da aber gegen Norwegen noch ein Sieg gelang, war die Schweiz dafür verantwortlich, dass Schweden statt Norwegen zur WM fahren durfte.

### 1982 in Spanien
Für die WM auf der Iberischen Halbinsel konnte sich die Schweiz erneut nicht qualifizieren, obwohl die Zahl der Startplätze erhöht worden war. In einer ausgeglichenen Gruppe mit Ungarn, England, Rumänien und Norwegen erreichte die Schweiz nur Platz 4. Die Qualifikation wurde in den beiden letzten Spielen durch ein 0:3 in Ungarn und ein 0:0 gegen Rumänien verspielt. Ungarn und England qualifizierten sich für die WM-Endrunde.

### 1986 in Mexiko
Die Qualifikation zur zweiten WM in Mexiko verlief dann ebenfalls erfolglos. In der Gruppe waren Dänemark, die UdSSR, Irland und wieder Norwegen die Gegner. Mit zwei Siegen, vier Remis und zwei Niederlagen belegte die Schweiz nur den dritten Platz hinter den Dänen, die sich erstmals qualifizierten, und der UdSSR, die ebenfalls zur WM fahren konnte.

### 1990 in Italien
Für die zweite WM im Nachbarland Italien konnten sich die Schweizer auch nicht qualifizieren. Hinter den punkt- und tordifferenzgleichen Belgiern und Tschechoslowaken, die zur WM fuhren, sowie den Portugiesen wurde nur der vierte Platz vor den Luxemburgern belegt, gegen die die einzigen Siege gelangen.

### 1994 in den Vereinigten Staaten

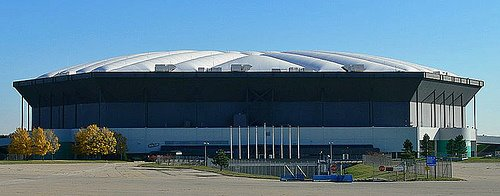
Silverdome in Pontiac, Schauplatz des ersten WM-Spiels in einer Halle

Vier Jahre später gelang dann unter dem englischen Trainer Roy Hodgson endlich wieder die Qualifikation. Die Qualifikation für die WM in den USA musste die Schweiz gegen Italien, Portugal, Schottland, Malta und Estland bestreiten. Die Schweiz erzielte dabei die meisten Tore, aber erst am letzten Spieltag konnte die Qualifikation durch ein 4:0 gegen Estland perfekt gemacht werden, da zuvor das vorletzte Spiel in Portugal als einziges Spiel verloren wurde. Portugal verlor aber das letzte Spiel in Italien mit 0:1, so dass die Schweizer einen Punkt mehr als Portugal hatten, das als Dritter die Teilnahme verpasste.
In den USA trafen die Schweizer im ersten WM-Spiel seit 28 Jahren auf den Gastgeber USA und erspielten ein 1:1. Es war das erste Spiel einer Weltmeisterschaft in einer Halle, dem Silverdome in Pontiac. Im zweiten Spiel gegen Rumänien gewannen sie mit 4:1 und damit erstmals seit 1954 wieder ein WM-Spiel. Im letzten Spiel gegen Kolumbien verloren sie dann zwar mit 0:2, qualifizierten sich aber dennoch als Gruppenzweiter für die K.-o.-Runde. Im Achtelfinal trafen sie dann auf Spanien und verloren glatt mit 0:3, womit sie sich wieder für 12 Jahre von der WM-Bühne verabschiedeten.

### 1998 in Frankreich
Für die zweite WM im Nachbarland Frankreich konnte sich die Schweiz dann nicht qualifizieren. Norwegen als Gruppenerster hatte am Ende acht Punkte Vorsprung vor Ungarn. Es folgten Finnland, dann erst die Schweizer Fussballnationalmannschaft und abgeschlagen Aserbaidschan, gegen das die Schweiz im ersten Spiel überraschend verloren hatte. Verspielt wurde der Sprung in die Playoffs der Gruppenzweiten durch ein 1:2 im Heimspiel gegen Finnland im drittletzten Spiel und ein 0:5 im vorletzten Spiel in Norwegen. Da konnte selbst die 5:0-Revanche gegen Aserbaidschan nichts mehr ausrichten. Am Ende fehlten zwei Punkte, so erreichte Ungarn die Playoffs, verlor dort aber zweimal hoch gegen die Bundesrepublik Jugoslawien.

### 2002 in Japan und Südkorea
In der Qualifikation für die erste WM in Asien mussten die Schweizer gegen Russland, Slowenien, die Bundesrepublik Jugoslawien, die Färöer und mal wieder Luxemburg antreten. Die Schweiz begann die Qualifikation unter dem Argentinier Enzo Trossero, der aber nach dem siebten Spiel, einer 0:1-Heimniederlage gegen Slowenien, zurücktrat. Zuvor konnten nur zwei Spiele gegen die Färöer und eines gegen Luxemburg gewonnen werden. Sein Nachfolger wurde Jakob Kuhn, bis dahin Trainer der U-21, die er zuvor zum ersten Mal zur U-21-EM geführt hatte. Aber auch unter ihm konnte nur noch ein Spiel gegen Luxemburg gewonnen werden. Gegen die anderen Gegner reichte es unter beiden Trainern nur zu zwei Remis, vier Spiele wurden verloren. Damit wurde nur der vierte Platz belegt. Russland qualifizierte sich direkt, den Slowenen gelang es, sich gegen Rumänien in den Playoffspielen der Gruppenzweiten durchzusetzen und sich erstmals für die Endrunde zu qualifizieren.

### 2006 in Deutschland

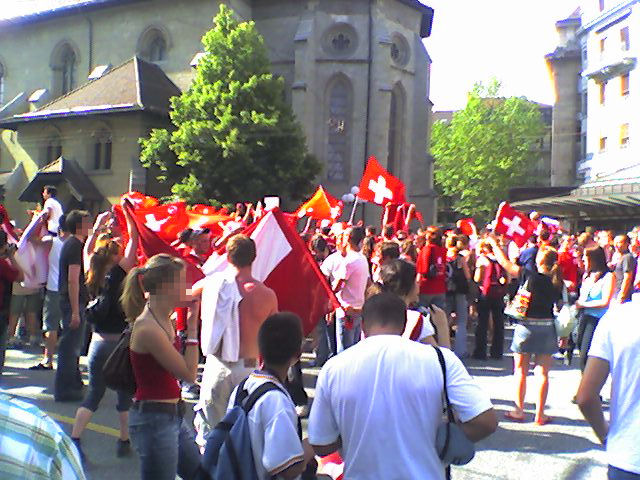
Schweizer Fussballfans feiern in Lausanne den Sieg gegen Togo

Die Qualifikation für die zweite WM in Deutschland verlief dann wieder erfolgreich. Zunächst wurde in der Gruppe hinter Ex-Weltmeister Frankreich punktgleich mit Israel, aber mit der besseren Tordifferenz der zweite Platz belegt. Irland folgte mit einem Punkt Rückstand, Zypern und die Färöer dienten nur als Punktelieferanten. Die Schweizer verloren dabei kein Spiel, konnten aber auch nur vier gewinnen. Sechsmal wurden die Punkte geteilt. Frankreich war als Gruppensieger direkt qualifiziert, die Schweiz für die Relegationsspiele der Gruppenzweiten. In diesen war die Türkei der Gegner. Das Hinspiel in Bern wurde mit 2:0 gewonnen. In Istanbul verlor die Schweiz zwar mit 2:4, aufgrund der Auswärtstorregel war die Schweiz damit aber für die WM qualifiziert. Nach dem Spiel kam es zu tätlichen Angriffen türkischer Spieler und Sicherheitskräfte auf Mitglieder der Schweizer Mannschaft. Drei Spieler der türkischen Mannschaft und der Schweizer Benjamin Huggel wurden für mehrere Spiele gesperrt. Zusätzlich musste die Türkei drei Qualifikationsspiele für die folgende Europameisterschaft 500 km ausserhalb der Türkei und ohne Zuschauer austragen sowie eine Geldstrafe von 200'000 Schweizer Franken (zuzüglich Verfahrenskosten über 100'000 €) zahlen.
In Deutschland wurden die Schweiz und Frankreich in eine Gruppe gelost, zudem Togo und Südkorea. Im ersten Spiel trennten sich Schweizer und Franzosen torlos. Gegen WM-Neuling Togo und Südkorea gewannen die Schweizer dann jeweils mit 2:0. Damit wurden sie erstmals in ihrer WM-Geschichte Gruppensieger und erreichten den Achtelfinal. Hier trafen sie auf WM-Neuling Ukraine. Nach 120 torlosen Minuten musste das Penaltyschiessen entscheiden, wer in den Viertelfinal einziehen durfte. Zwar hielt Pascal Zuberbühler den ersten Penalty von Andrij Schewtschenko, aber der ukrainische Torhüter Oleksandr Schowkowskyj konnte umgehend den Penalty von Marco Streller parieren. Nachdem die drei nächsten Ukrainer erfolgreich gewesen waren, während Tranquillo Barnetta nur die Latte traf und der Penalty von Ricardo Cabanas erneut von Schowkowskyj gehalten werden konnte, mussten die drei letzten Schützen nicht mehr antreten. Die Schweiz ist damit die erste Mannschaft, die bei einer WM ohne Gegentor ausschied, aber auch die erste Mannschaft, die in einem WM-Penaltyschiessen keinen Penalty verwandeln konnte. Die Ukrainer trafen im Viertelfinal dann auf den späteren Weltmeister Italien und verloren glatt mit 0:3.

### 2010 in Südafrika

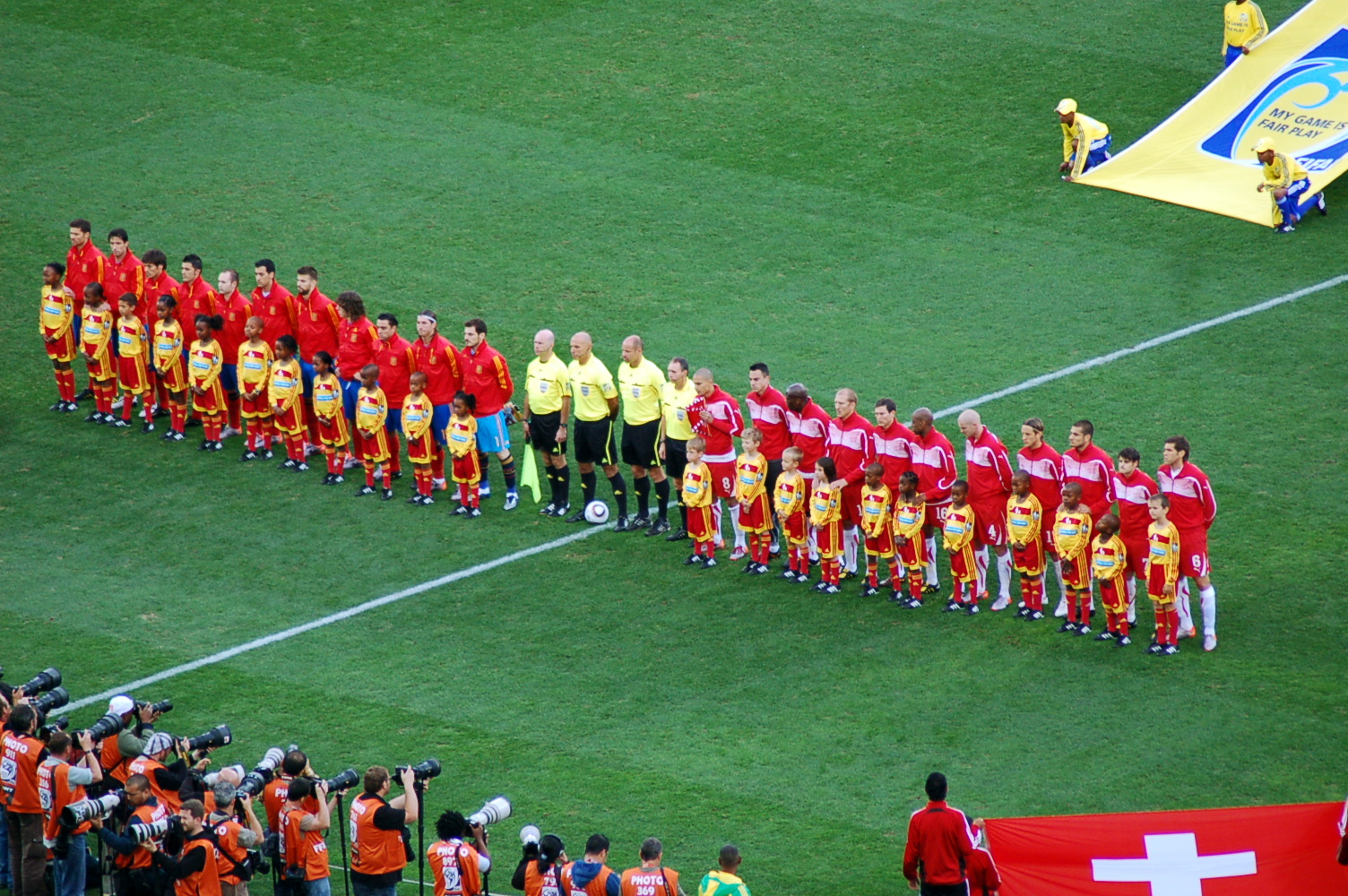
Schweizer und Spanier vor dem ersten Gruppenspiel

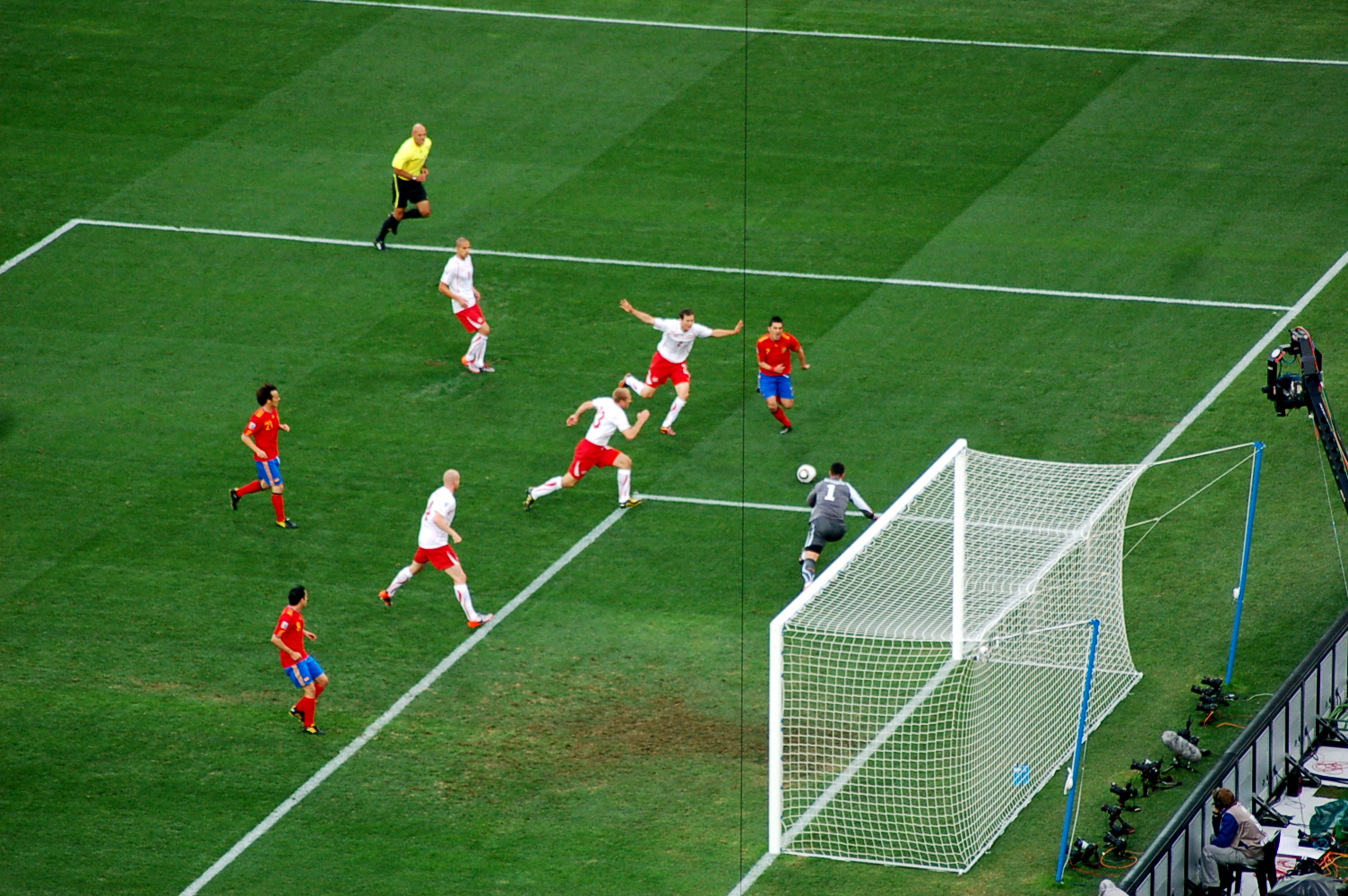
Szene aus dem Spiel gegen Spanien

Nach der EM 2008, bei der die Schweiz als Co-Gastgeber schon in der Vorrunde ausschied, endete die Amtszeit von Jakob Kuhn. Sein Nachfolger wurde der Deutsche Ottmar Hitzfeld, der jahrelang in der Schweiz gespielt hatte und daher den Schweizer Fussball gut kannte. Die Qualifikation für die erste WM in Afrika verlief unter ihm erfolgreich. In einer Gruppe mit Griechenland, Lettland, Israel, Luxemburg und Moldau wurde mit einem Punkt Vorsprung der erste Platz belegt und damit die direkte Qualifikation geschafft. In den Playoffs der Gruppenzweiten gelang dann auch Griechenland gegen die Ukraine nach einem torlosen Remis im Heimspiel mit einem 1:0-Sieg in Kiew die Qualifikation.
In Südafrika traf die Schweiz in einer Gruppe mit drei spanischsprachigen Mannschaften im ersten Spiel auf Europameister Spanien. Mit einer äusserst defensiven Spielweise liessen sie kein Tor der Spanier zu, nutzten aber einen Konter, um mit 1:0 zu gewinnen. Im zweiten Spiel gegen Chile verloren sie dann aber mit 0:1, wobei sie nach der Roten Karte für Valon Behrami fast eine Stunde lang in Unterzahl spielten. Mit einem Sieg gegen Honduras, das nach zwei Spielen keine Chance mehr hatte, sich zu qualifizieren, hätten sie aber noch den Achtelfinal erreichen können. Da beiden Mannschaften aber kein Tor gelang und Spanien gegen Chile gewann, schieden beide aus. Immerhin war die Schweiz die einzige Mannschaft, die gegen die Spanier gewinnen konnte, die anschliessend zum ersten Mal und als bisher einzige Mannschaft mit vier 1:0-Siegen in der K.-o.-Runde Weltmeister wurden.

### 2014 in Brasilien

Szene aus dem Spiel gegen Ecuador

Auch die Qualifikation für die zweite WM in Brasilien verlief erfolgreich. Vor Island, Slowenien, Norwegen, Albanien und Zypern wurde Platz 1 belegt. Dabei gewann die Schweiz sieben Spiele und erreichte drei Unentschieden, verlor aber kein Spiel. Der Gruppenzweite Island scheiterte dann in den Playoffs an Kroatien.
Die Leistungen in der WM-Qualifikation führten auch dazu, dass die Schweiz in der FIFA-Weltrangliste im Oktober 2013 bis auf Platz 7 kletterte, wodurch sie für die WM-Gruppenauslosung erstmals in Topf 1 gesetzt war und somit in keine Gruppe mit Gastgeber Brasilien, Titelverteidiger Spanien oder Deutschland gelost werden konnte. Das «Los» ergab für die Schweiz als Gegner wie 2006 Frankreich, Honduras wie 2010 und erstmals Ecuador.
Im ersten Gruppenspiel gegen Ecuador geriet sie nach 22 Minuten mit 0:1 in Rückstand. Zwar gelang in der 48. Minute der Ausgleich, aber bis zur Nachspielzeit sah alles nach einer Punkteteilung aus. In der dritten Minute der Nachspielzeit gelang dann dem in der 75. Minute eingewechselten Haris Seferović der Siegtreffer für die Schweizer. Gegen Frankreich gerieten sie binnen 73 Minuten mit 0:5 unter die Räder, konnten dann, als bei den Franzosen die Konzentration nachliess, aber noch zwei Tore erzielen. Ein Tor in den Schlusssekunden von Karim Benzema zum 2:6 erkannte der Schiedsrichter nicht an, da er 2 Sekunden zuvor abgepfiffen hatte. Wie vier Jahre zuvor trafen die Schweizer im letzten Gruppenspiel auf Honduras, konnten diesmal aber drei Tore erzielen – alle durch Xherdan Shaqiri, dem damit als 50. Spieler in der WM-Geschichte drei Tore in einem Spiel gelangen. Da Honduras wie 2010 keines gelang, zogen die Schweizer damit als Gruppenzweiter in den Achtelfinal. Hier trafen sie auf Argentinien. 118 Minuten lang gelang beiden kein Tor, und es sah schon so aus, als ob das Penaltyschiessen entscheiden müsste, dann gelang Ángel Di María der Siegtreffer für die Argentinier, die danach bis in den Final vorstiessen und dort ebenfalls in der Verlängerung gegen Deutschland verloren. Mit dem Achtelfinalaus endete die Amtszeit von Ottmar Hitzfeld als Nationaltrainer, der aber schon vorher angekündigt hatte, nach der WM aufzuhören.

### 2018 in Russland
In der Qualifikation, die im September 2016 begann, trafen die Schweizer auf Europameister Portugal, Ungarn, die Färöer, Lettland und Andorra. Die Schweizer, die seit dem Rücktritt von Ottmar Hitzfeld von Vladimir Petković trainiert wurden, begannen mit einem 2:0-Heimsieg gegen den frischgebackenen Europameister und gewannen auch die folgenden acht Spiele. Allerdings konnten sie dreimal nur mit einem Tor mehr gewinnen, z. B. in Andorra gegen den 203. der FIFA-Weltrangliste mit 2:1. Damit lagen sie vor dem letzten Spiel auf dem ersten Platz, vor Portugal, das nach der Auftakt-Niederlage auch alle acht Spiele gewonnen, dabei aber mehr Tore erzielt hatte. Im letzten Spiel trafen beide in Portugal wieder aufeinander, und die Schweiz benötigte noch einen Punkt zum Gruppensieg, Portugal einen Sieg. Mit 2:0 konnten die Portugiesen dann das Ergebnis des Hinspiels umdrehen und Gruppensieger werden. Die Schweiz zog punktgleich als bester Gruppenzweiter in die Playoffrunde, wo sie auf die Nordiren traf, die erstmals eine Playoff-Runde erreicht hatten. Durch einen 1:0-Sieg in Nordirland und ein torloses Remis im Heimspiel qualifizierten sich die Schweizer für die Endrunde.
In Russland starteten die Schweizer mit einem 1:1 gegen Rekordweltmeister Brasilien, gewannen dann nach 0:1-Rückstand durch ein Tor in der letzten Minute mit 2:1 gegen Serbien und erreichten dann trotz dem 2:2-Remis gegen Costa Rica den Achtelfinal. In diesem verloren sie mit 0:1 gegen Schweden.

### 2022 in Katar
Für die Qualifikation wurde die Schweiz in eine Fünfergruppe gelost. Gegner waren Italien, Nordirland, Bulgarien und Litauen. Italien ist häufigster Gegner der Schweizer, die von 58 Spielen 8 gewannen. 22 Spiele endeten remis, 28 wurden verloren. Beide trafen vor den Qualifikationsspielen gegeneinander auch bei der EM 2021 in der Gruppenphase aufeinander. Sie trafen bisher viermal in WM-Qualifikationsspielen aufeinander, von denen beide je eines gewannen. Gegen die Nordiren war die Bilanz mit je zwei knappen Siegen, torlosen Remis und knappen Niederlagen ausgeglichen. Allerdings konnte sich die Schweiz bei WM-Qualifikationen, wo sie auf Nordirland traf, immer für die Endrunde qualifizieren, die Nordiren dagegen nicht. Bulgarien trat zuvor zehnmal gegen die Schweiz an. Dabei konnten die Schweizer viermal gewinnen, ebenso viele Spiele endeten remis und zwei wurden verloren. Die letzte Niederlage lag aber 29 Jahre zurück, danach folgten zwei Remis und ein Sieg. Gegen Litauen standen zuvor drei Siege zu Buche – davon zwei in EM-Qualifikationsspielen.
Die Schweizer begannen im März 2021 die Qualifikation mit zwei Siegen: 3:1 in Bulgarien und 1:0 gegen Litauen. Im September wurde sie mit zwei torlosen Remis gegen Italien und in Nordirland fortgesetzt. Durch zwei Siege im Oktober – 2:0 gegen Nordirland und 4:0 in Litauen – sowie ein 1:1 im vorletzten Spiel in Italien waren die Eidgenossen punktgleich mit Italien, hatten aber die etwas schlechtere Tordifferenz. Beide waren mindestens Gruppenzweite, für den Gruppensieg benötigten die Schweizer aber einen Sieg im letzten Spiel gegen Bulgarien und Schützenhilfe der Nordiren gegen Italien. Beides trat ein, die Schweiz gewann 4:0 gegen Bulgarien, wobei Xherdan Shaqiri sein 100. Länderspiel machte, und Italien kam nur zu einem torlosen Remis in Nordirland. Die Schweizer hatten zwar zusammen mit Spanien die wenigsten Tore (15) aller Gruppensieger erzielt, aber zusammen mit Italien auch die wenigsten Gegentore (2) aller Mannschaften kassiert. Bei der Endrunde waren wie 2018 Brasilien und Serbien sowie erstmals Kamerun die Gegner. Durch einen knappen 1:0-Sieg im Auftaktspiel gegen Kamerun und einen 3:2-Erfolg im letzten Gruppenspiel gegen Serbien qualifizierte sich die Schweiz trotz einer 0:1-Niederlage gegen Rekordweltmeister Brasilien als Gruppenzweiter für den Achtelfinal. Dort traf die Mannschaft auf Portugal und kassierte mit 1:6 eine der höchsten Niederlagen ihrer WM-Geschichte. Damit schied die Schweiz wie auch 2018 bereits nach vier Spielen aus dem Turnier aus.

### 2026 in Kanada, Mexiko und USA
In der Qualifikation treffen die Schweizer ab September 2025 auf Schweden, Slowenien und das Kosovo.

## Spieler

### Rangliste der Schweizer WM-Spieler mit den meisten Einsätzen
01. Ricardo Rodríguez, Xherdan Shaqiri und Granit Xhaka – 12 bei 3 bzw. 4 (Shaqiri) Turnieren
04. Valon Behrami, Stephan Lichtsteiner und Haris Seferović – 10 bei 4 bzw. 3 Turnieren
07. Manuel Akanji, Charles Antenen †, Johan Djourou, Blerim Džemaili und Breel Embolo – 8 bei 3 bzw. 2 (Akanji, Embolo) Turnieren
12. Tranquillo Barnetta, Diego Benaglio, Roger Bocquet †, Josip Drmić, Jacques Fatton †, Gökhan Inler, André Neury †, Fabian Schär und Yann Sommer – 7 bei 3 (Barnetta, Benaglio und Schär) bzw. 2 Turnieren
21. Olivier Eggimann †, Alexander Frei und Roger Vonlanthen – 6 bei 2 Turnieren
24. André Abegglen †, Steve von Bergen, Alfred Bickel †, Karl Elsener †, Philippe Senderos und Hakan Yakin – 5 bei 2 bzw. 3 (Senderos) Turnieren

### Rangliste der Schweizer WM-Spieler mit den meisten Toren
01. Josef Hügi † - 6 Tore
02. Xherdan Shaqiri - 5 Tore
03. André Abegglen † und Robert Ballaman † - je 4 Tore
05. Leopold Kielholz † und Jacques Fatton † - je 3 Tore

### WM-Captains
- 1934: Severino Minelli
- 1938: Severino Minelli (Achtelfinalspiele), André Abegglen (Viertelfinal)
- 1950: Alfred Bickel, Hans-Peter Friedländer (3. Spiel)
- 1954: Roger Bocquet
- 1962: Charles Antenen
- 1966: Heinz Schneiter (1. Spiel), Karl Elsener (2. Spiel), René Brodmann (3. Spiel)
- 1994: Ciriaco Sforza
- 2006: Johann Vogel
- 2010: Alexander Frei
- 2014: Gökhan Inler
- 2018: Stephan Lichtsteiner, Valon Behrami (Achtelfinal, da Lichtsteiner gesperrt war)
- 2022: Granit Xhaka

### Bei Weltmeisterschaften gesperrte Spieler
- 1994: Nestor Subiat erhielt im Achtelfinal die zweite Gelbe Karte. Da die Schweiz ausschied, hatte diese keinen Effekt.
- 2010: Valon Behrami erhielt im zweiten Gruppenspiel die Rote Karte und war für das letzte Gruppenspiel gesperrt.
- 2018: Stephan Lichtsteiner und Fabian Schär erhielten im dritten Gruppenspiel die zweite Gelbe Karte und waren für den Achtelfinal gesperrt. Michael Lang erhielt im Achtelfinal die Rote Karte und war für das erste Spiel der UEFA Nations League 2018/19 gesperrt. Die zweite Gelbe Karte für Valon Behrami im Achtelfinal hatte keine Auswirkung, da die Mannschaft ausschied.
- 2022: Fabian Schär erhielt im Achtelfinal die zweite Gelbe Karte. Da die Schweiz ausschied, hatte diese keinen Effekt.

### Anteil der im Ausland spielenden Spieler im WM-Kader
Bei den ersten sieben Teilnahmen wurden keine oder nur sehr wenige Legionäre berufen. Bei den fünf letzten Teilnahmen stellten überwiegend in Deutschland spielende Spieler aber das Hauptkontingent.
| Jahr (Spiele) | Anzahl (Länder) | Spieler (Einsätze) |
| ------------- | --- | --- |
| 1934 (2)      | 0 | |
| 1938 (3)      | 3 (2 in Frankreich, 1 in der Tschechoslowakei) | André Abegglen (3), Alessandro Frigerio (0); Renato Bizzozzero (0) |
| 1950 (3)      | 0 | |
| 1954 (4)      | 0 | |
| 1962 (3)      | 3 (2 in Frankreich, 1 in Italien) | Norbert Eschmann (2), Philippe Pottier (1); Anton Allemann (3) |
| 1966 (3)      | 0 | |
| 1994 (4)      | 4 (in Deutschland) | Stéphane Chapuisat (4), Adrian Knup (3), Ciriaco Sforza (4), Alain Sutter (3) |
| 2006 (4)      | 17 (7 in Deutschland, 2 in England, 4 in Frankreich, 2 in Italien, 1 in Portugal, 1 in Tschechien)                                                            | Tranquillo Barnetta (4), Ricardo Cabanas (4), Philipp Degen (4), Ludovic Magnin (3), Christoph Spycher (1), Marco Streller (3), Raphael Wicky (4); Johan Djourou (3), Philippe Senderos (3); Alexander Frei (4), Stéphane Grichting (1), Daniel Gygax (2), Patrick Müller (4); Valon Behrami (1), Johann Vogel (4); Diego Benaglio (0); Mauro Lustrinelli (2)                                           |
| 2010 (3)      | 16 (7 in Deutschland, 2 in England, 2 in Frankreich, 4 in Italien, 1 in den Niederlanden)                                                                     | Tranquillo Barnetta (3), Diego Benaglio (3), Steve von Bergen (3), Albert Bunjaku (1), Eren Derdiyok (3), Mario Eggimann (1), Pirmin Schwegler (0); Valon Behrami (1), Philippe Senderos (1); Gelson Fernandes (3), Stéphane Grichting (3); Gökhan Inler (3), Stephan Lichtsteiner (3), Marco Padalino (0), Reto Ziegler (3); Blaise Nkufo (3)                                                          |
| 2014 (4)      | 16 (9 in Deutschland, 5 in Italien, 2 in Spanien) | Tranquillo Barnetta (0), Diego Benaglio (4), Johan Djourou (4), Josip Drmić (4), Gelson Fernandes (1), Admir Mehmedi (4), Ricardo Rodríguez (4), Xherdan Shaqiri (4), Granit Xhaka (4); Valon Behrami (4), Blerim Džemaili (4), Gökhan Inler (4), Stephan Lichtsteiner (4), Reto Ziegler (0); Haris Seferović (4); Philippe Senderos (1)                                                                |
| 2018 (4)      | 22 (10 in Deutschland, 2 in England, 1 in Frankreich, 5 in Italien, 1 in Kroatien, 1 in Portugal, 1 in Spanien, 1 in der Türkei)                              | Manuel Akanji (4), Roman Bürki, Josip Drmić (3), Breel Embolo (4), Gelson Fernandes, Yvon Mvogo, Yann Sommer (4), Denis Zakaria (2), Steven Zuber (3); Xherdan Shaqiri (4), Granit Xhaka (4); François Moubandje; Valon Behrami (4), Blerim Džemaili (4), Remo Freuler, Stephan Lichtsteiner (3), Ricardo Rodríguez (4); Mario Gavranović (2); Haris Seferović (3); Fabian Schär (2); Johan Djourou (1) |
| 2022 (4)      | 21 (7 in Deutschland, 5 in England, 2 in Frankreich (davon einer beim AS Monaco), 2 in Italien, 2 in Österreich, 1 in Spanien, 1 in der Türkei, 1 in den USA) | Nico Elvedi (2), Edimilson Fernandes (3), Gregor Kobel (1), Yann Sommer (3), Djibril Sow (4), Ruben Vargas (4), Silvan Widmer (3); Manuel Akanji (4), Remo Freuler (4), Fabian Schär (2), Granit Xhaka (4), Denis Zakaria (2); Breel Embolo (4), Jonas Omlin; Michel Aebischer (1), Ricardo Rodríguez (4); Philipp Köhn, Noah Okafor (3); Eray Cömert (2); Haris Seferović (3); Xherdan Shaqiri (3)     |

## Spiele
Die Schweizer bestritten bisher 41 WM-Spiele. Davon wurden 14 gewonnen, 19 verloren und 8 endeten remis. Drei Spiele mussten verlängert werden, da ein Sieger ermittelt werden musste. Davon wurde je eines in der Verlängerung durch ein Gegentor und durch Penaltyschiessen verloren. Eines wurde wiederholt und dann gewonnen.
Die Schweizer bestritten 1938 und 1962 das erste Spiel, spielten dreimal gegen den Gastgeber und hatten vier Heimspiele.
Die Schweizer gewannen einmal (2010) gegen den späteren Weltmeister und spielten sechsmal gegen den späteren Vizeweltmeister, aber nie gegen den Titelverteidiger.
Die Schweizer trafen viermal auf WM-Neulinge: 1934, als sie selber Neuling waren, auf Schweden und die Tschechoslowakei und 2006 auf Togo und die Ukraine. Häufigste Gegner sind Deutschland bzw. das Deutsche Reich (4-mal), Brasilien, Italien und Spanien (je 3-mal).
| Alle WM-Spiele |            |                    |           |                                         |                                                  |                                                           |
| Nr.            | Datum      | Gegner             | Ergebnis  | Anlass                                  | Austragungsort                                   | Bemerkungen                                               |
| 1.             | 27.05.1934 | Niederlande        | 3:2       | Achtelfinal                             | Mailand (ITA)                                    | 125. Spiel der Schweizer                                  |
| 2.             | 31.05.1934 | Tschechoslowakei   | 2:3       | Viertelfinal                            | Turin (ITA)                                      |                                                           |
| 3.             | 04.06.1938 | Deutsches Reich    | 1:1 n. V. | Achtelfinal                             | Paris (FRA)                                      |                                                           |
| 4.             | 09.06.1938 | Deutsches Reich    | 4:2       | Achtelfinal-Wiederholungsspiel          | Paris (FRA)                                      |                                                           |
| 5.             | 12.06.1938 | Ungarn             | 0:2       | Viertelfinal                            | Lille (FRA)                                      |                                                           |
| 6.             | 25.06.1950 | Jugoslawien        | 0:3       | Vorrunde                                | Belo Horizonte (BRA)                             | 1. Länderspiel ausserhalb Europas                         |
| 7.             | 28.06.1950 | Brasilien          | 2:2       | Vorrunde                                | São Paulo (BRA)                                  | 1. Länderspiel gegen Brasilien                            |
| 8.             | 02.07.1950 | Mexiko             | 2:1       | Vorrunde                                | Porto Alegre (BRA)                               | 1. Länderspiel gegen Mexiko                               |
| 9.             | 17.06.1954 | Italien            | 2:1       | Vorrunde                                | Pontaise, Lausanne                               |                                                           |
| 10.            | 20.06.1954 | England            | 0:2       | Vorrunde                                | Wankdorf, Bern                                   |                                                           |
| 11.            | 23.06.1954 | Italien            | 4:1       | Vorrunde, Entscheidungsspiel um Platz 2 | St.-Jakob-Stadion, Basel                         |                                                           |
| 12.            | 26.06.1954 | Österreich         | 5:7       | Viertelfinal                            | Lausanne                                         | Hitzeschlacht von Lausanne                                |
| 13.            | 30.05.1962 | Chile              | 1:3       | Vorrunde                                | Santiago de Chile (CHL)                          |                                                           |
| 14.            | 03.06.1962 | BR Deutschland     | 1:2       | Vorrunde                                | Santiago de Chile (CHL)                          |                                                           |
| 15.            | 07.06.1962 | Italien            | 0:3       | Vorrunde                                | Santiago de Chile (CHL)                          |                                                           |
| 16.            | 12.07.1966 | BR Deutschland     | 0:5       | Vorrunde                                | Sheffield (ENG)                                  |                                                           |
| 17.            | 15.07.1966 | Spanien            | 1:2       | Vorrunde                                | Sheffield (ENG)                                  |                                                           |
| 18.            | 19.07.1966 | Argentinien        | 0:2       | Vorrunde                                | Sheffield (ENG)                                  | 1. Länderspiel gegen Argentinien                          |
| 19.            | 18.06.1994 | Vereinigte Staaten | 1:1       | Vorrunde                                | Detroit (USA)                                    |                                                           |
| 20.            | 22.06.1994 | Rumänien           | 4:1       | Vorrunde                                | Detroit (USA)                                    |                                                           |
| 21.            | 26.06.1994 | Kolumbien          | 0:2       | Vorrunde                                | San Francisco (USA)                              |                                                           |
| 22.            | 02.07.1994 | Spanien            | 0:3       | Achtelfinal                             | Washington (USA)                                 |                                                           |
| 23.            | 13.06.2006 | Frankreich         | 0:0       | Vorrunde                                | Gottlieb-Daimler-Stadion, Stuttgart (DEU)        |                                                           |
| 24.            | 19.06.2006 | Togo               | 2:0       | Vorrunde                                | Signal Iduna Park, Dortmund (DEU)                | 1. Länderspiel gegen Togo                                 |
| 25.            | 23.06.2006 | Südkorea           | 2:0       | Vorrunde                                | AWD-Arena, Hannover (DEU)                        | 1. Länderspiel gegen Südkorea                             |
| 26.            | 26.06.2006 | Ukraine            | 0:0 n. V. | Achtelfinal                             | Rheinenergiestadion, Köln (DEU)                  | 1. Länderspiel gegen die Ukraine, 0:3 im Penaltyschiessen |
| 27.            | 16.06.2010 | Spanien            | 1:0       | Vorrunde                                | Moses-Mabhida-Stadion, Durban (ZAF)              | 1. Sieg gegen Spanien                                     |
| 28.            | 21.06.2010 | Chile              | 0:1       | Vorrunde                                | Nelson-Mandela-Bay-Stadion, Port Elizabeth (ZAF) |                                                           |
| 29.            | 25.06.2010 | Honduras           | 0:0       | Vorrunde                                | Free-State-Stadion, Bloemfontein (ZAF)           | 1. Länderspiel gegen Honduras                             |
| 30.            | 15.06.2014 | Ecuador            | 2:1       | Vorrunde                                | Estádio Nacional de Brasília, Brasília (BRA)     | 1. Länderspiel gegen Ecuador                              |
| 31.            | 20.06.2014 | Frankreich         | 2:5       | Vorrunde                                | Arena Fonte Nova, Salvador (BRA)                 |                                                           |
| 32.            | 25.06.2014 | Honduras           | 3:0       | Vorrunde                                | Arena da Amazônia, Manaus (BRA)                  |                                                           |
| 33.            | 01.07.2014 | Argentinien        | 0:1 n. V. | Achtelfinal                             | Arena Corinthians, São Paulo (BRA)               | Letztes Länderspiel unter Trainer Ottmar Hitzfeld         |
| 34.            | 17.06.2018 | Brasilien          | 1:1       | Vorrunde                                | Rostow-Arena, Rostow am Don (RUS)                |                                                           |
| 35.            | 22.06.2018 | Serbien            | 2:1       | Vorrunde                                | Kaliningrad-Stadion, Kaliningrad (RUS)           | Erstes Spiel gegen Serbien                                |
| 36.            | 27.06.2018 | Costa Rica         | 2:2       | Vorrunde                                | Stadion Nischni Nowgorod, Nischni Nowgorod (RUS) |                                                           |
| 37.            | 03.07.2018 | Schweden           | 0:1       | Achtelfinal                             | Sankt-Petersburg-Stadion, St. Petersburg (RUS)   |                                                           |
| 38.            | 25.11.2022 | Kamerun            | 1:0       | Vorrunde                                | al-Wakra (QAT)                                   | Erstes Spiel gegen Kamerun                                |
| 39.            | 28.11.2022 | Brasilien          | 0:1       | Vorrunde                                | Doha (QAT)                                       |                                                           |
| 40.            | 02.12.2022 | Serbien            | 3:2       | Vorrunde                                | Doha (QAT)                                       |                                                           |
| 41.            | 06.12.2022 | Portugal           | 1:6       | Achtelfinal                             | Lusail (QAT)                                     |                                                           |

Die Schweiz erzielte ihre höchsten Siege gegen folgende Länder bei WM-Turnieren:
- Ecuador – Vorrunde 2014 2:1 (einziges Spiel gegen Ecuador)
- Honduras – Vorrunde 2010 3:0 (einziger Sieg gegen Honduras)
- Kamerun – Vorrunde 2022 1:0 (einziges Spiel gegen Kamerun)
- Spanien – Vorrunde 2010 1:0 (einziger Sieg gegen Spanien)
- Südkorea – Vorrunde 2006 2:0 (einziger Sieg gegen Südkorea)
- Serbien – Vorrunde 2018 und Vorrunde 2022 2:1 bzw. 3:2 (einzige Spiele gegen Serbien)
- Togo – Vorrunde 2006 2:0 (einziges Spiel gegen Togo)

Gegen folgende Länder kassierte die Schweiz ihre höchsten Niederlagen bei WM-Turnieren:
- Chile – Vorrunde 1962 1:3
- Kolumbien – Vorrunde 1994 0:2 (zudem ein 1:3 in einem Freundschaftsspiel)
- Portugal – Achtelfinal 2022 1:6

## Rekorde
- Die längste Serie an Spielen ohne Gegentreffer: Italien mit 5 Spielen 1990 sowie Schweiz mit 4 Spielen bei der WM 2006 und einem Spiel bei der WM 2010
- Die meisten WM-Spielminuten in Folge ohne Gegentor: Schweiz mit 559 Minuten (2. Juli 1994 – 21. Juni 2010)
- Der Schweizer Alfred Bickel und der Schwede Erik Nilsson sind die einzigen Spieler, die vor (1938) und nach (1950) dem Zweiten Weltkrieg WM-Spiele bestritten.
- Das torreichste Spiele: 12 Tore im Spiel Schweiz – Österreich – 5:7 bei der WM 1954 im Viertelfinal (siehe Hitzeschlacht von Lausanne)

### Negativrekorde
- Die meisten Turnier-Gegentore: 1966: Schweiz – 9 in 3 Spielen und Nordkorea – 9 in 4 Spielen
- Höchste Niederlage bei einem Turnier: 1966 in England – Schweiz – Deutschland 0:5 in der Vorrunde
- Die wenigsten Penaltys (3 von 7) wurden im Penaltyschiessen des Achtelfinals Schweiz – Ukraine (0:3) bei der WM 2006 verwandelt. Damit ist die Schweiz das erste Team, das bei einem Penaltyschiessen während einer WM keinen einzigen Treffer erzielen konnte (und die Ukraine das erste Team, welches keinen Treffer in einem Penaltyschiessen hinnehmen musste).[11]
- Die meisten Gegentore pro Spiel kassierte die Schweiz 1954: 11 in 4 Spielen = 2,75 pro Spiel.
- Erster Gastgeber, der sieben Gegentore in einem Spiel hinnehmen musste: Schweiz – Österreich – 5:7 bei der WM 1954 im Viertelfinal
- Schlechteste Mannschaft des Turniers: 1962 und 1966 (von der FIFA jeweils auf Platz 16 eingestuft)
- Höchste Niederlage in einem Achtelfinal nach einer Gruppenphase:
  - 2022 Schweiz – Portugal 1:6